# Vörösmellű bozótposzáta
A vörösmellű bozótposzáta (Cincloramphus rubiginosus) a verébalakúak (Passeriformes) rendjébe, ezen belül a tücsökmadárfélék (Locustellidae) családjába és a Cincloramphus nembe tartozó faj. Egyes rendszerezések a Megalurus nembe sorolják. 18-20 centiméter hosszú. Az Új-Britannia szigeten él. Apró rovarokkal és csigákkal táplálkozik.

## Fordítás
- Ez a szócikk részben vagy egészben  a   Rusty thicketbird című angol Wikipédia-szócikk fordításán alapul.  Az eredeti cikk szerkesztőit annak laptörténete sorolja fel. Ez a jelzés csupán a megfogalmazás eredetét és a szerzői jogokat jelzi, nem szolgál a cikkben szereplő információk forrásmegjelöléseként.